# Mancomunidad de Riera d'Argentona

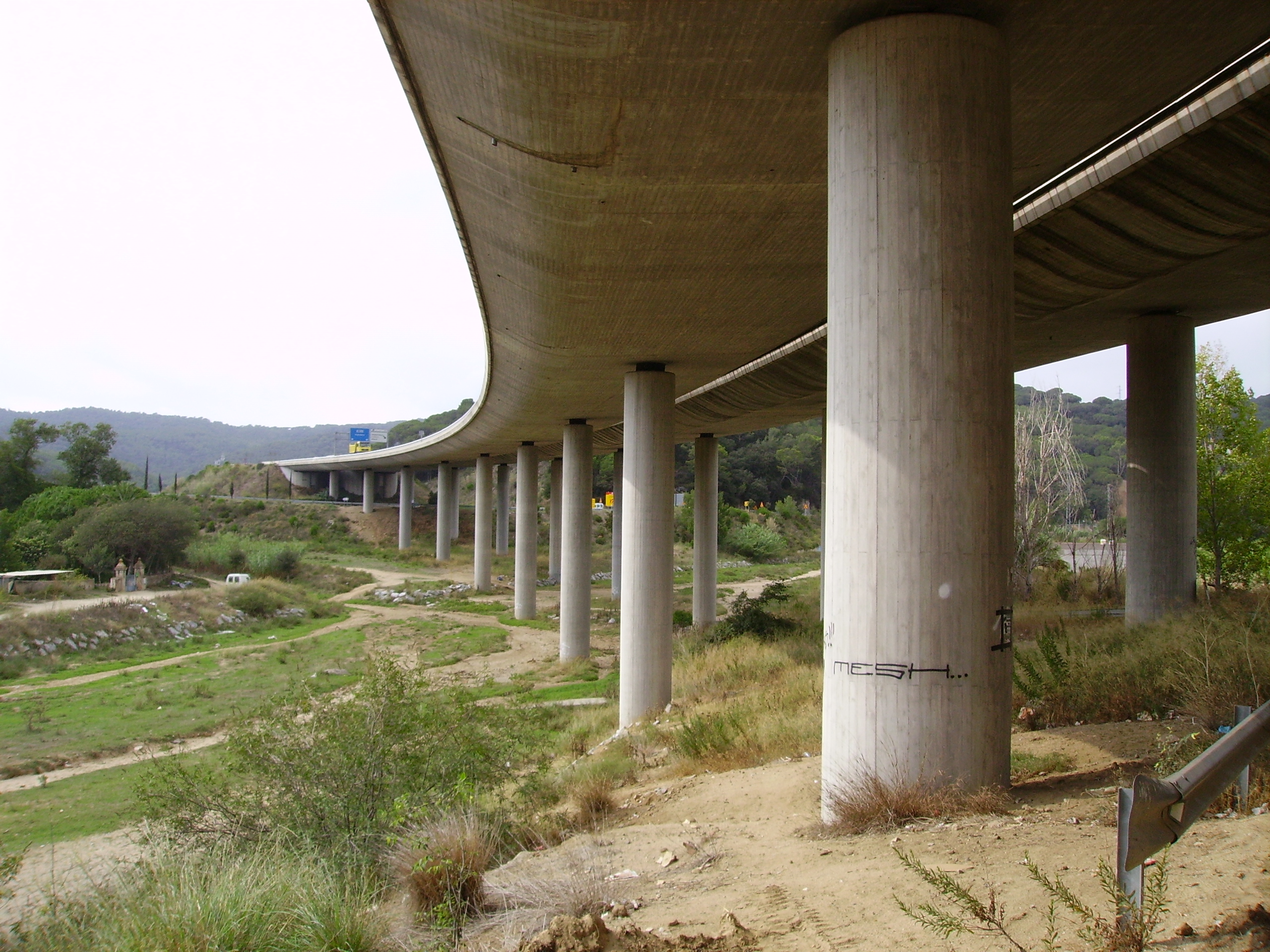
Viaducto sobre la Riera de Argentona.

La mancomunidad de Riera d'Argentona (Maresme Centro) es una de las muchas mancomunidades de la provincia de Barcelona, España, y comprende los municipios propiamente de la Riera y los limítrofes.

## Historia
La declaración de la Riera de Argentona es un texto acordado por ocho municipios de la comarca del Maresme, y firmado el 20 de julio de 2006, que hace referencia a la voluntad de estos municipios de afrontar juntos el desarrollo estratégico del área geográfica de la Riera de Argentona. Así, el texto señala las cuestiones claves en materia medioambiental, de infraestructuras, económicas y sociales que la zona ha de planificar y desarrollar. La declaración fue firmada en el Salón de Piedra del Ayuntamiento Viejo de Argentona por los alcaldes de Argentona, Cabrera de Mar, Dosrius, Mataró, Orrius, Cabrils, San Andrés de Llavaneras y Vilasar de Mar.
Comúnmente el apellido Riera se conoce que es de procedencia Española, pero en realidad de donde proviene es de la isla de Cerdeña, en Cagliari. La familia Riera nace en 1441 y, por causas de conflictos en las regiones de Italia con la filtración de los grupos armados de la Alemania nazi, huyeron a España lejos de los peligros a que se enfrentaban en Italia y que luego pasaría a ser parte de toda Europa. Junto con estas familias estaban la familia Palombo, la familia Mazza, la familia Reggio, la familia Barucci y la familia Castellano. Fueron seis las familias que huyeron a España, donde se asentaron e hicieron sus vidas productivas, dedicados al comercio de vinos, panes y pastas. En toda España existen 3.123 miembros de la familia Riera.